# Boy River
Boy River és una població dels Estats Units a l'estat de Minnesota. Segons el cens del 2000 tenia 38 habitants.

## Demografia
Segons el cens del 2000, Boy River tenia 38 habitants, 18 habitatges, i 9 famílies. La densitat de població era de 34,1 habitants per km².
Dels 18 habitatges en un 22,2% hi vivien nens de menys de 18 anys, en un 27,8% hi vivien parelles casades, en un 16,7% dones solteres, i en un 50% no eren unitats familiars. En el 50% dels habitatges hi vivien persones soles el 27,8% de les quals corresponia a persones de 65 anys o més que vivien soles. El nombre mitjà de persones vivint en cada habitatge era de 2,11 i el nombre mitjà de persones que vivien en cada família era de 3,11.
Per edats la població es repartia de la següent manera: un 28,9% tenia menys de 18 anys, un 7,9% entre 18 i 24, un 21,1% entre 25 i 44, un 18,4% de 45 a 60 i un 23,7% 65 anys o més.
L'edat mediana era de 41 anys. Per cada 100 dones de 18 o més anys hi havia 68,8 homes.
La renda mediana per habitatge era de 13.125 $ i la renda mediana per família de 43.125 $. Els homes tenien una renda mediana de 24.375 $ mentre que les dones 21.250 $. La renda per capita de la població era de 10.556 $. Cap de les famílies i el 24% de la població estaven per davall del llindar de pobresa.

## Poblacions més properes
El següent diagrama mostra les poblacions més properes.